# اچ‌دی ۲۲۳۳۱۱
اچ‌دی ۲۲۳۳۱۱ یک ستاره است که در صورت فلکی دلو قرار دارد.